# Észt Egyetemisták Társasága
Az Észt Egyetemisták Társasága, röviden EÜS (észtül: Eesti Üliõpilaste Selts) egyetemi fiú diákszövetség Észtországban. Ez a legnagyobb és legrégebbi egyetemi diákszervezet Észtországban. Az EÜS-nek jelenleg 977 tagja van. A szervezet fontos szerepet játszott az észt nemzeti ébredésben és az észt függetlenségi mozgalmakban. 
1870-ben alapították. Észország 1940-es szovjet megszállásakor a többi diákszervezettel együtt betiltották. Ezután illegalitásban működött. A második világháború után külföldön, emigráns szervezetként tevékenykedett tovább. 1988-ban Tartuban újjászervezték a szövetséget.
A társaság 1881-ben a kék-fekete-fehér trikolort választotta zászlajának. Ezt a zászlót 1884-ben szentelték fel az otepääi templomban. Ez a zászló vált később az észt nemzeti identitás jelképévé, és a zászló felszentelésének dátuma az észt nemzeti zászló születésnapja. Az Otepääban felszentelt eredeti zászló az Észt Nemzeti Múzeumban van kiállítva. Az EÜS-nek továbbra is a kék-fekete-fehér trikolor a zászlaja.

## Története
Eredetileg egy baráti társaságként jött létre 1870. április 7-én, amikor öt egyetemista és három tartui lakos egyikőjük, Andreas Kurikoff, a Tartui Egyetem hallgatójának lakásán összegyűlt, hogy az észt nemzeti eposzból, a Kalevipoegból olvassanak fel közösen. Ekkor úgy döntöttek, hogy hetente egyszer összegyűlnek, hogy a közösen olvassák a Kalevipoeget és fejlesszék magukat az észt nyelv és kultúra terén.
1873-ban a baráti társaság Vironia néven (Virumaa latin nevéből) szervezetté alakult. Tisztségviselőket választottak és alapszabályt alkottak. A szervezet elnöke Andreas Kurikoff lett. 1876-ban több előadást tartottak Észtország történelméről. Ebben az időben a társaság még német nyelven kommunikált, mert az egyetemistáknak a német volt a tanulmányok nyelve, ezen könnyebben tudták magukat kifejezni, mint észtül. Az észt nyelv amolyan "vasárnapi" nyelv volt az észt értelmiségiek körében, amit csak ritkán használtak. Még a jegyzőkönyvek is németül készültek. Az észt nyelv használatának ösztönzésére a társasság a rendezvényein 1881-ben pénzbüntetést vezetett be.